# Kellnersville (Wisconsin)
Kellnersville es una villa ubicada en el condado de Manitowoc en el estado estadounidense de Wisconsin. En el Censo de 2010 tenía una población de 332 habitantes y una densidad poblacional de 239,6 personas por km².

## Geografía
Kellnersville se encuentra ubicada en las coordenadas 44°13′31″N 87°48′11″O / 44.22528, -87.80306. Según la Oficina del Censo de los Estados Unidos, Kellnersville tiene una superficie total de 1.39 km², de la cual 1.39 km² corresponden a tierra firme y (0%) 0 km² es agua.

## Demografía
Según el censo de 2010, había 332 personas residiendo en Kellnersville. La densidad de población era de 239,6 hab./km². De los 332 habitantes, Kellnersville estaba compuesto por el 99.7% blancos, el 0% eran afroamericanos, el 0.3% eran amerindios, el 0% eran asiáticos, el 0% eran isleños del Pacífico, el 0% eran de otras razas y el 0% pertenecían a dos o más razas. Del total de la población el 0% eran hispanos o latinos de cualquier raza.